# Favolaschia andina
Favolaschia andina är en svampart som beskrevs av Singer 1974. Favolaschia andina ingår i släktet Favolaschia och familjen Mycenaceae.   Inga underarter finns listade i Catalogue of Life.